# Норкодеин
Норкодеи́н — опиатный аналог, представляющий собой N-деметилированное производное кодеина.

## Фармакологическое действие
Сам по себе норкодеин имеет довольно слабую опиоидную активность, но он формируется в результате метаболизма кодеина при его оральном приёме.

## Правовой статус
В России норкодеин входит в Список I Перечня наркотических средств, психотропных веществ и их прекурсоров, подлежащих контролю в Российской Федерации (оборот запрещён).